# Відкритий світ (національний проєкт)
«Відкритий світ» — національний проєкт в Україні, який передбачав створення інформаційно-комунікаційної освітньої мережі національного рівня шляхом постачання в школи країни сучасного обладнання та запуску єдиного освітнього інтернет-порталу для вчителів, школярів та батьків школярів. Метою проєкту було подолання освітньої нерівності і забезпечення високих освітніх стандартів по всій території України. 
Реалізацію проєкту забезпечувало Державне агентство з інвестицій та управління національними проєктами України.
Було заявлено, що в рамках пілотного проєкту 800 шкіл буде підключено до 4G інтернету на базі технології LTE. Однак діапазон частот для його реалізації не був вільним.. Для будівництва інтернет-інфраструктури для проєкту підписано меморандум із трьома провайдерами — «Датагруп», «Укртелеком» і «Інтертелеком». Також проєкт передбачав продаж 2 мільйонам учнів нетбуків вартістю біля 2 тис. гривень на умовах безвідсоткового кредиту.

## Історія
Реалізацію проєкту запроваджено  в рамках Національного пріоритету «Нова якість життя» у вересні 2010.. 
Попереднє техніко-економічне обґрунтування проєкту затверджене в листопаді 2011
У 2011 році проєкт був презентований міжнародній бізнес-спільноті в рамках проведених Держінвестпроєктом роуд-шоу.
У першому півріччі 2013 року проєкт перейшов у стадію практичної реалізації. У квітні 2013 року у 54-х школах України розпочався перший етап реалізації «Національного проєкту «Відкритий світ». Проєкт реалізовувався в усіх 25 областях України, містах Київ та Севастополь. Ключовими критеріями, за якими відбиралися пілотні школи, були: наявність широкосмугового доступу до мережі Інтернет в загальноосвітньому закладі та викладацького складу, який пройшов навчання за спеціальними освітніми програмами, розробленими INTEL та Microsoft. Відповідний перелік шкіл був запропонований ДП «Національний проєкт «Відкритий світ» та погоджений Міністерством освіти та науки України.
У рамках першого етапу проєкту тестувалось, зокрема, 4 типи учнівського обладнання: нетбук Classmate PC; планшет Apple iPad2, планшет GoClever, планшет ZnayPad. Всього було встановлено 2 160 планшетів та 1080 учнівських нетбуків, 648 потужних комп’ютерів для вчителів, 324 цифрові лабораторії з хімії, біології і фізики, 54 комплекти мережевої інфраструктури та 270 мультимедійних інтерактивних комплексів.
11 липня 2013 у столичному Будинку вчителя відбулась громадська презентація результатів 1-го етапу Національного проєкту «Відкритий світ» за участі партнерів проєкту - компаній Intel, Microsoft та Cisco.
Підсумком реалізації першого етапу стало проведення 1 вересня 2013 року, у київській школі №78 за участю Президента України відбулась презентація інтерактивного «Уроку майбутнього».
За результатами участі Президента України в "Уроці майбутнього" ним було видано Доручення  Кабінету Міністрів України щодо забезпечення реалізації національного проєкту «Відкритий світ», яким, крім іншого, було передбачено реалізацію наступного етапу проєкту у 2000 шкіл України, а також передбачання видатків на реалізацію наступних етапів проєкту. 
17 жовтня Національний проєкт «Відкритий світ» оголосив про початок ІІ етапу проєкту, за результатами якого учні 6-8 класів з 2000 шкіл мали стати учасниками Нацпроєкту і отримати сучасне навчальне обладнання: комп'ютери вчителів, цифрові вимірювальні комплекси та мультимедійні комплекси.
Державний проєкт «Відкритий світ» достроково припинено постановою КМУ від 5 березня 2014 р.

## Ключові особи
Першим керівником проєкту був Ігор Курус. 
Керівником проєкту призначений Руслан Свірський.